# Ljuban, Belarus
Ljuban (belarusiska: Любань) är en stad i Belarus. Den ligger i voblasten Minsks voblast, i den centrala delen av landet, 130 km söder om huvudstaden Mіnsk. Ljuban ligger 138 meter över havet och antalet invånare är 11 000.

## Natur och klimat
Terrängen runt Ljuban är mycket platt. Ljuban är det största samhället i trakten.
Omgivningarna runt Ljuban är en mosaik av jordbruksmark och naturlig växtlighet. Runt Ljuban är det ganska glesbefolkat, med 22 invånare per kvadratkilometer.